# Hormopeza dureti
Hormopeza dureti är en tvåvingeart som beskrevs av Christophe Daugeron 1999. Hormopeza dureti ingår i släktet Hormopeza och familjen dansflugor. Inga underarter finns listade i Catalogue of Life.